# Nokia
Nokia — транснаціональна корпорація, що працює у галузі комунікаційних та мережевих технологій, зі штаб-квартирою у Фінляндії (місто Еспоо). Утворилася в результаті трансформування компанії Nokia Siemens Networks, коли Nokia викупила повну частку Siemens, а також поглинання корпорації Alcatel-Lucent.
Станом на 2018 рік Nokia була третім найбільшим у світі виробником мережного і комунікаційного обладнання.
Корпорація складається з двох бізнес-підрозділів: Nokia Networks і Nokia Technologies, а також з кількох дочірніх підприємств (Bell Labs, Alcatel Mobile, NGP Capital, Nuage Networks, Alcatel Submarine Networks, Radio Frequency Systems).

## Історія

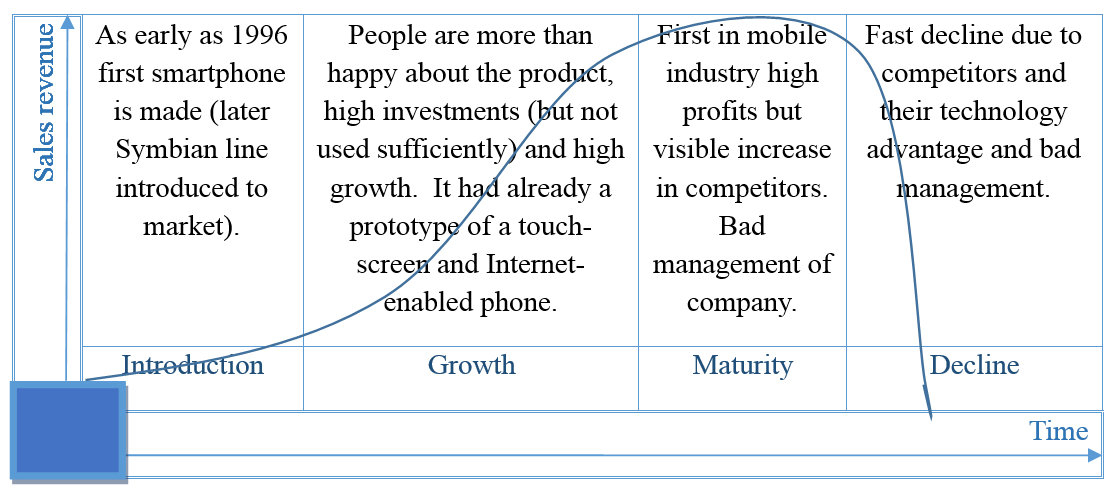

Попередниками сучасної Nokia була компанія Nokia (Nokia Aktiebolag), фінський Rubber Works Ltd (Suomen Gummitehdas Oy) та фінський кабельний завод Ltd (Suomen Kaapelitehdas Oy).
Історія компанії Nokia почалася 1865 року, коли гірничий інженер Фредрік Ідестам створив целюлозний завод на березі річки Таммеркоскі у місті Тампере, на південному заході Фінляндії в Російській імперії і почав виробництво паперу. 1868 року Ідестам побудував другий завод неподалік міста Nokia, за п'ятнадцять кілометрів на захід від Тампере на річці Nokianvirta, яка була найкращим ресурсом для виробництва гідроелектроенергії. 1871 року Ідестам, за допомогою свого близького друга Леопольда Мехеліна, перетворив свою фірму на компанію та перейменував її на Nokia. Під цією назвою компанія залишається досі відомою.
До кінця XIX ст. бажанням Мехеліна щодо розширення бізнесу в виробництво електроенергії перешкоджав Ідестам. Вихід Ідестама на пенсію (1896 року) дозволив Мехеліну стати головою компанії (із 1898 до 1914) і переконати більшість акціонерів у своїх планах, таким чином реалізуючи задумане.
1898 року Едуард Полон заснував Finnish Rubber Works, виробника калош та інших гумових виробів, який пізніше став гумовим бізнесом Nokia. На початку 20-го століття, Finnish Rubber Works створила свої заводи неподалік міста Nokia, і вони почали використовувати Nokia як свій бренд. 1912 року Арвід Вікстром заснував Finnish Cable Works, виробника телефонних, телеграфних та електричних кабелів і заснував Nokia's cable and electronics businesses.
Наприкінці 1910-х років, невдовзі після Першої світової війни, електрична компанія Nokia опинилася на межі банкрутства. Аби продовжити постачання електроенергії від генераторів Nokia, Finnish Rubber Works придбала бізнес неплатоспроможної компанії. 1922 року придбала Finnish Cable Works. 1937 року Вернер Веккман, спортсмен і перший олімпійський чемпіон Фінляндії став президентом Finnish Cable Works, після 16 років роботи технічним директором. Після Другої світової війни, Finnish Cable Works поставляла кабелі до Радянського Союзу. Це дало компанії добрий плацдарм для подальшої торгівлі.
Три компанії, які були у спільній власності з 1922 року, було об'єднано в новий промисловий конгломерат — Nokia Corporation — 1967 року і це створило підґрунтя для майбутнього Nokia, вже як глобальної корпорації. Нова компанія брала участь у багатьох галузях промисловості: паперових виробів, автомобілів і велосипедів, взуття (включаючи гумові чоботи), кабелів зв'язку, телевізорів та іншої побутової електроніки, персональних комп'ютерів, робототехніки, конденсаторів, пристроїв військового зв'язку та обладнання (наприклад, SANLA M / 90 і M61 протигаз для фінської армії), пластмаси, алюмінію та хімікатів. Кожен підрозділ мав свого власного директора, як повідомив перший президент корпорації Nokia, Бйорн Вестерлунд. Як президент Finnish Cable Works, він був відповідальний за створення першого підрозділу електроніки компанії 1960 року.
Nokian Tyres, виробник шин, відокремилася від корпорації Nokia, сформувавши свою власну компанію 1988 року і два роки потому був заснований виробник гумових чобіт, Nokian Footwear. Зрештою в 1990-х роках, компанія вирішила залишити галузь побутової електроніки й зосередилася винятково на тих сегментах у галузі телекомунікацій, що найшвидше зростали. Протягом наступних 1990-х років, Nokia позбулася всіх своїх нетелекомунікаційних бізнес-підрозділів.

### 1967—2000
Перший електронний пристрій почали виробляти 1962 року — ним став імпульсний аналізатор, призначений для використання на атомних електростанціях. 1967 року підрозділ було відокремлено й він почав виробництво телекомунікаційного обладнання. Генеральним директором і надалі головою ради був Бйорн Вестерлунд (1912—2009), який заснував відділ електроніки, що працював зі збитками протягом 15 років.

### Мережеве обладнання
У 1970-х Nokia стала активніше брати участь у телекомунікаційній галузі шляхом розробки цифрового комутатора для телефонних станцій Nokia DX 200. DX 200 став «робочою конячкою» відділу мережевого обладнання. 1984 року було розпочато розвиток телефонної мережі Nordic Mobile.
Деякий час у 1970-х виробництво мережевого обладнання Nokia було відокремленим Telefenno. 1987 року держава продала свої акції Nokia і в 1992 році назву було змінено на Nokia Telecommunications. У 1970-х і 1980-х роках, Nokia розробляла для фінських сил оборони портативні цифрові пристрої обміну шифрованими текстовими повідомленнями (Sanomalaitejärjestelmä).

### Перші мобільні телефони

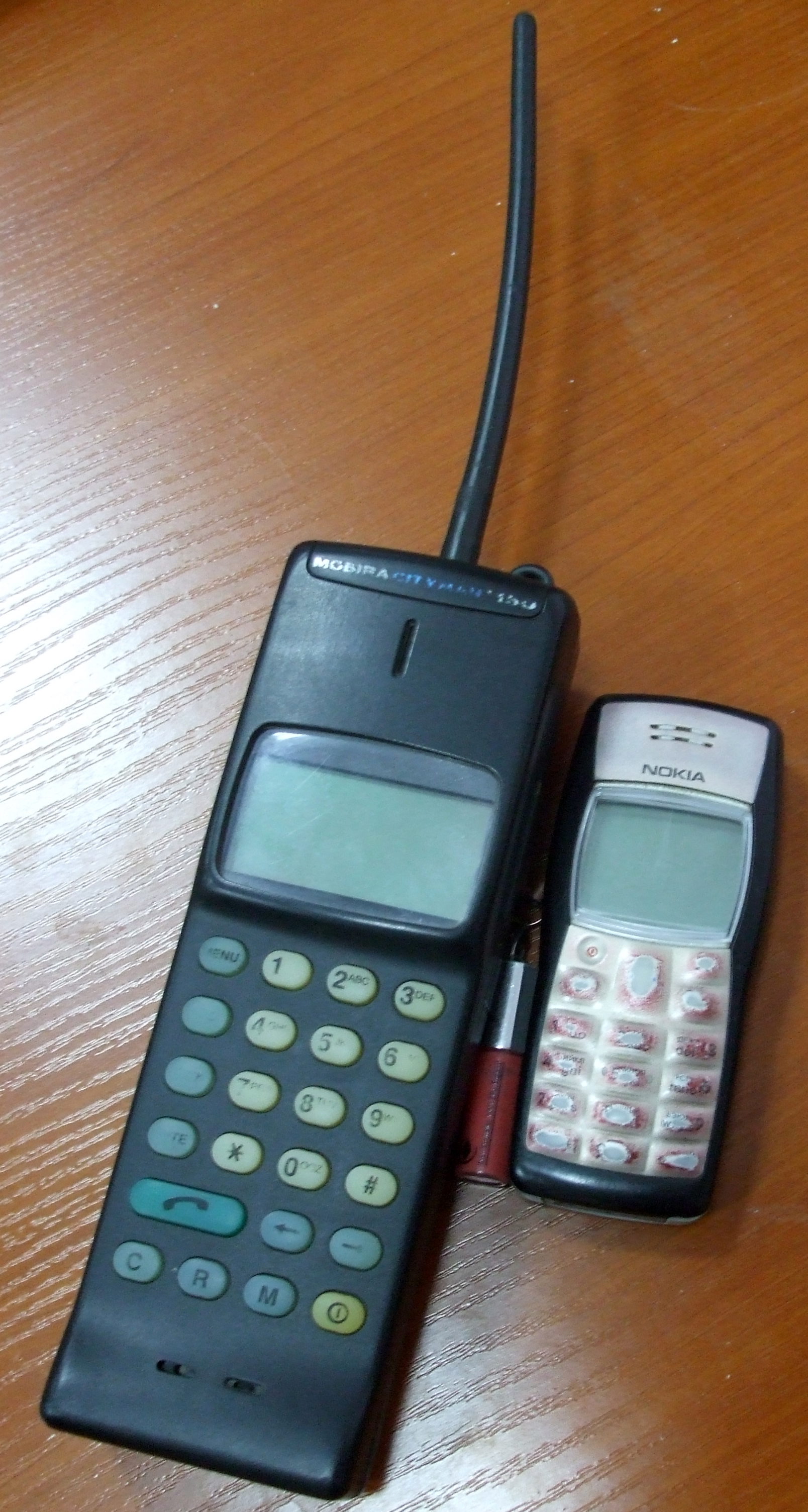
Mobira Cityman 150, NMT-900 компанії Nokia, мобільний телефон від 1989 (ліворуч), в порівнянні з Nokia 1100 з 2003 року. Лінія Mobira Cityman була запущена в 1987 році.

З 1964 року Nokia розробила УКХ-радіо одночасно з Salora Oy. У 1966 році Nokia і Salora приступили до розробки стандартних ARP (фін. Autoradiopuhelin, автомобільний радіотелефон), на основі системи мобільної телефонії радіо і першої комерційно керованої громадськістю мережі мобільного зв'язку в Фінляндії. Воно з'явилося в 1971 році і пропонувало 100 % охоплення її території у 1978 році.
У 1979 році злиття Nokia та Salora призвело до створення Mobira Oy. Mobira почала розробку мобільних телефонів для NMT (Nordic Mobile Telephony) мережі стандарту першого покоління, перша повністю автоматична система стільникового телефону, з'явилася в 1981 році. У 1982 році Mobira представила свій перший автомобільний телефон, Mobira Senator для мереж NMT-450.
Nokia купила Salora Oy в 1984 році і володіла 100 % акцій компанії, змінивши назву телекомунікаційного відділу компанії на Nokia-Mobira Oy. Mobira Talkman, запущений в 1984 році, був одним з перших мобільних телефонів у світі. У 1987 році Nokia представила один з перших мобільних телефонів, Mobira Cityman 900 для NMT-900 мережі (яка, в порівнянні з NMT-450, пропонує кращий сигнал). У той час як Mobira Senator 1982 важив 9,8 кг і Talkman трохи менше 5 кг, Mobira Cityman важив всього 800 грам з батареєю і мав ціну в 24000 фінських марок (близько € 4560). Незважаючи на високу ціну, перші телефони практично вирвали з рук продавців-консультантів. Спочатку мобільний телефон був символом статусу.
Мобільні телефони Nokia одержали[що?] велику рекламу в 1987 році, коли Михайло Горбачов з використанням Mobira Cityman зробив дзвінок від Гельсінкі до свого міністра зв'язку в Москві. За це телефон отримав прізвисько — «Горба».
У 1988 році Йорма Ніємінен пішов у відставку з поста генерального директора підрозділу мобільних телефонів, разом з двома іншими співробітниками підрозділу. Один рік потому, Nokia-Mobira Oy стала Nokia Mobile Phones.

### Участь в GSM
Nokia була одним з ключових розробників GSM (глобальна система мобільного зв'язку), другого покоління мобільних технологій, які можуть нести дані, а також голосовий трафік. NMT (Nordic Mobile Telephony), перший у світі мобільної стандартної телефонії, хто заснував міжнародний роумінг, дав цінний досвід для Nokia в результаті тісної співпраці у розробці GSM, який був прийнятий в 1987 році, як новий європейський стандарт для цифрових мобільних технологій.
Nokia представила свою першу мережу GSM фінського оператора Radiolinja в 1989 році. Перший комерційний виклик у світі GSM було зроблено 1 липня 1991 року в Хельсінкі, Фінляндія, використовуючи Прототип GSM телефону Nokia. У 1992 році був випущений перший телефон GSM, Nokia 1011. Nokia 1011 ще не використовує характерний рінгтон і мелодії Nokia. Він був введений як рінгтон у 1994 році з серії Nokia 2100.
GSM з високою якістю голосових дзвінків, міжнародного роумінгу і підтримки нових послуг, таких як обмін текстовими повідомленнями (SMS) заклала основу для світового буму у використанні мобільних телефонів. GSM стала домінувати в світі мобільного телефонії в 1990-х роках, в середині 2008 р. становила близько трьох мільярдів абонентів мобільного зв'язку в світі, з більш ніж 700 операторами мобільного зв'язку в 218 країнах і територіях. Послуги надані GSM-операторами сягали 1,3 млн дол США в день.

### Персональні комп'ютери та ІТ-обладнання
У 1980 році комп'ютерний підрозділ Nokia, Nokia Data випустив серію персональних комп'ютерів під назвою MikroMikko. MikroMikko був спробою Nokia Data вийти на ринок комп'ютерного бізнесу. Перша модель в лінійці, MikroMikko 1, була випущена 29 вересня 1981,приблизно в той же час, як перший IBM PC. Тим не менш, підрозділ персональних комп'ютерів було продано британській International Computers Limited (ICL) в 1991 році, яка пізніше стала частиною Fujitsu. MikroMikko залишається торговою маркою ICL, а пізніше Fujitsu.
Fujitsu пізніше передав свої особисті операційні комп'ютери Fujitsu Siemens Computers, яка закрила свій єдиний завод в Еспоо, Фінляндія в кінці березня 2000 року. Так закінчилося великомасштабне виробництва ПК в країні. Nokia була також відомою дуже високою якістю CRT і на початку TFT РК-дисплеїв для ПК і великих прикладних систем. Фірмові дисплеї Nokia були продані ViewSonic в 2000 році. На додаток до персональних комп'ютерів і дисплеїв, Nokia виготовляла DSL-модеми та цифрові телеприставки.
Nokia знову увійшла в ринок ПК в серпні 2009 року з Nokia Booklet 3G.

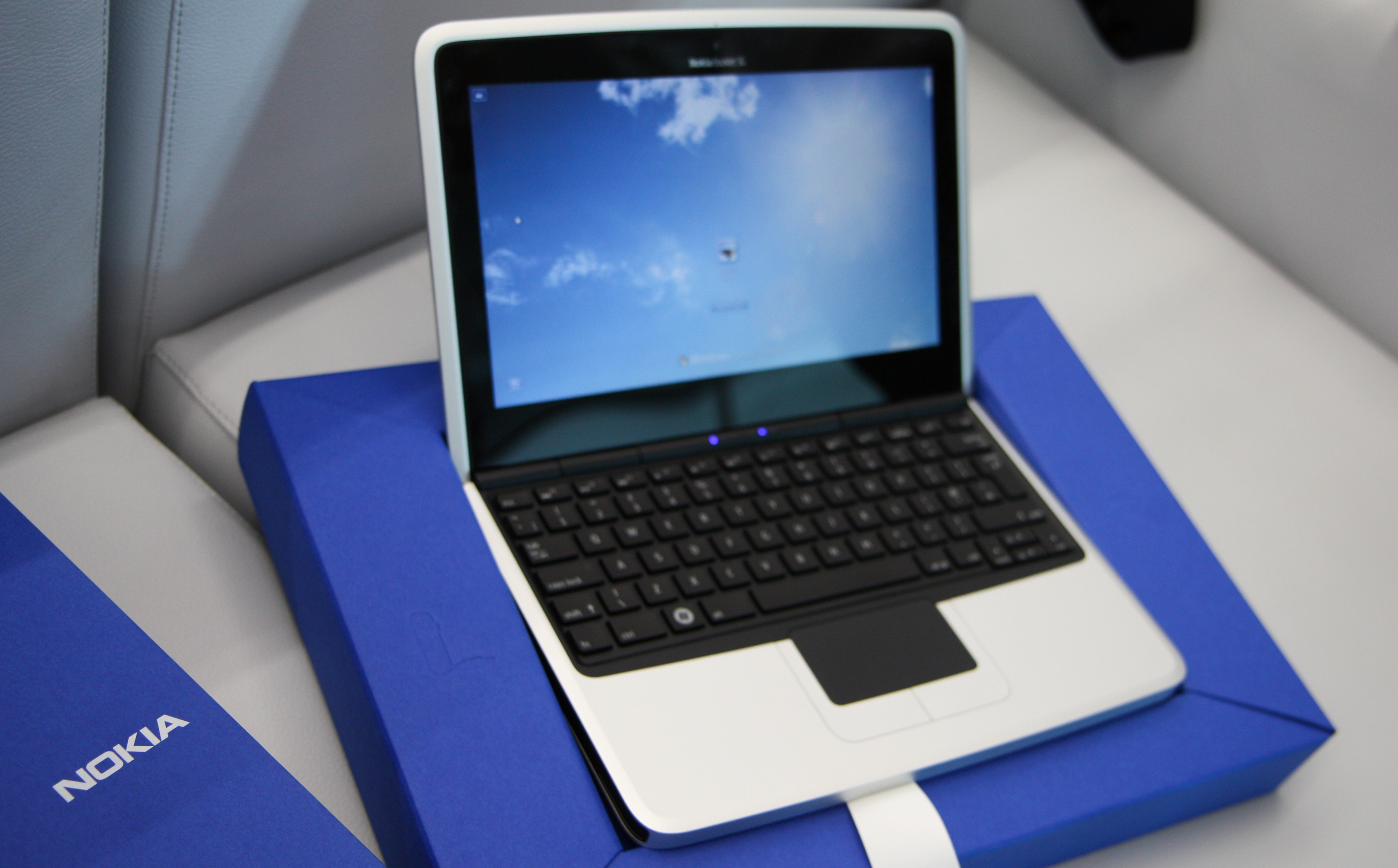
Nokia booklet 3G

### Зростання
Nokia House, головний офіс Nokia, розташований на березі Фінської затоки в Еспоо, був побудований в період між 1995 і 1997 роками. Це робоче місце для більш ніж 1000 співробітників Nokia.

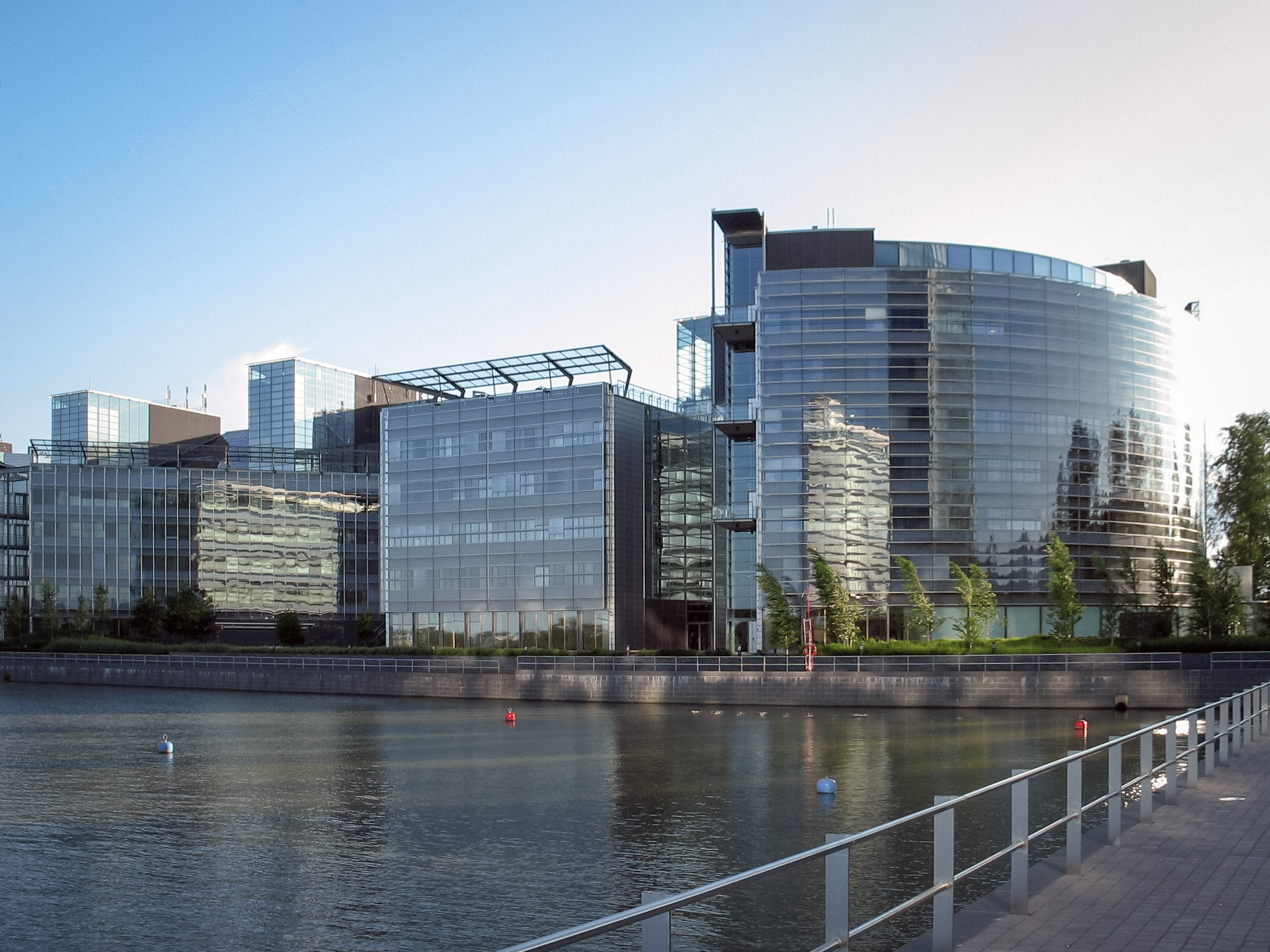
Nokia House

У 1980-х роках, в епоху її генерального директора Карі Каірамо, Nokia розширилася в нових галузях, в основному, за рахунок придбань. Наприкінці 1980 і на початку 1990-х років, корпорація зіткнулася з серйозними фінансовими проблемами, однією з основних причин є втрати шляхом поділу виробництва телебачення і підприємства, які були занадто різноманітні. Після смерті Каірамо, Сімо Вуорілето став головою Nokia і головним виконавчим директором. У 1990—1993 роках, Фінляндія пройшла важку економічну кризу, яка також вразила Nokia. Під керівництвом Вуорілето, Nokia була сильно перероблена.
Ймовірно, найбільш важлива стратегічна зміна в історії Nokia була зроблена в 1992 році, проте, коли новий генеральний директор Йорма Олліла виніс вирішальне стратегічне рішення — зосередитися виключно на телекомунікації. Таким чином, протягом решти 1990-х років, підрозділи гуми, кабелів та побутової електроніки були поступово продані, Nokia продовжує позбавляти себе всіх своїх нетелекоммунікаційнних підрозділів.
Ще в 1991 році більш ніж на чверть обороту Nokia як і раніше припадало на продажі у Фінляндії. Тим не менш, після стратегічних змін 1992 року, Nokia побачила величезне зростання продажів в Північній Америці, Південній Америці та Азії. До 1998 року, фокус Nokia на телекомунікаціях, і її ранніх інвестиціях в GSM технології зробило компанію найбільшим виробником мобільних телефонів в світі, ця позиція буде зберігатись протягом наступних 14 років поспіль, до 2012 року. Між 1996 і 2001, оборот Nokia збільшився майже в п'ять разів з €6,5 млрд до €31 млрд.

### 2000-ті роки

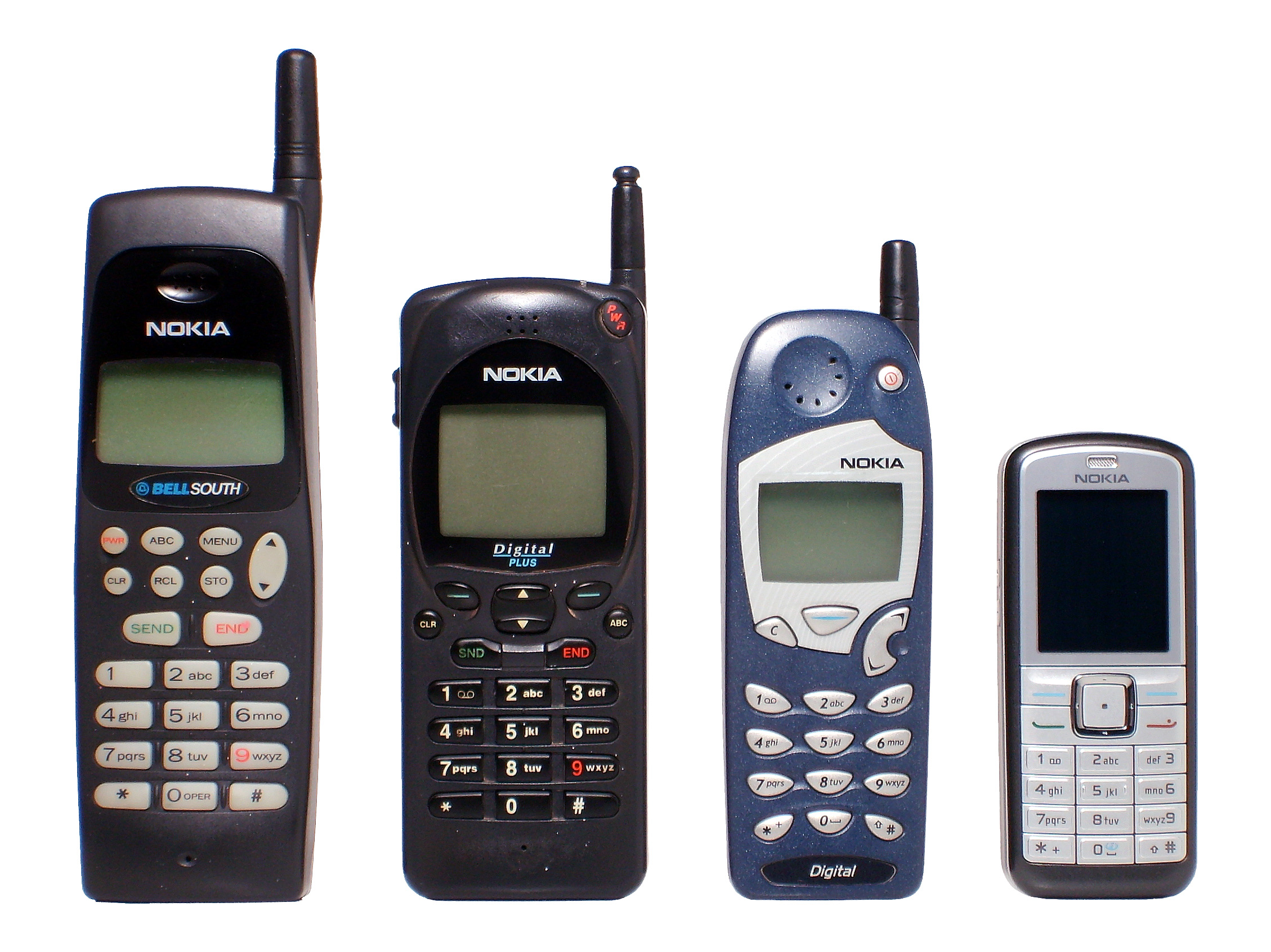
Скорочення розмірів мобільних телефонів Nokia.

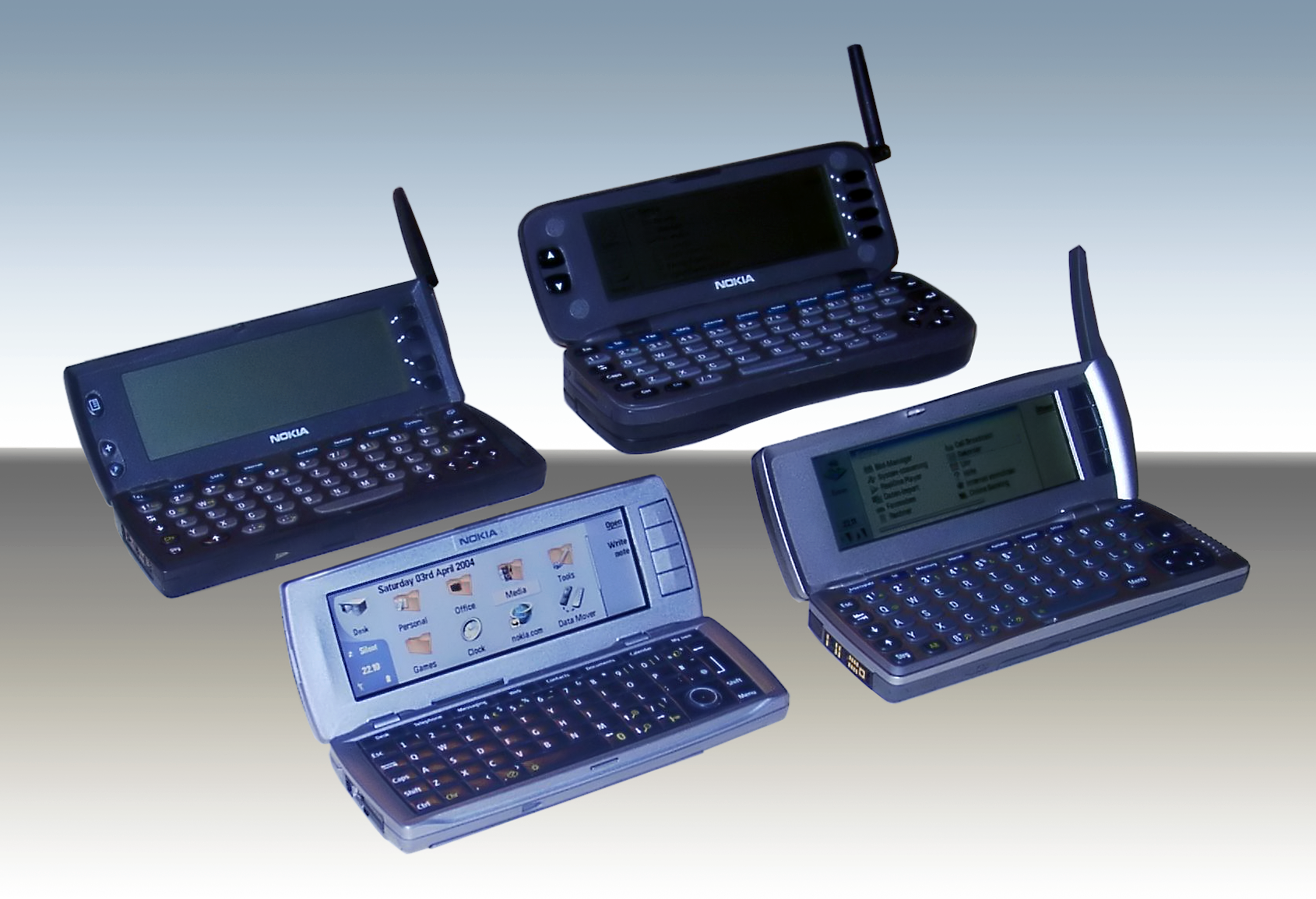
Еволюція комунікаторів Nokia 9000-ї серії: Nokia 9000, 9110, 9210, 9300 і 9500.

Nokia запустила свій телефон Nokia 1100 в 2003 році, він був найпродаванішим мобільним телефоном всіх часів і найбільш продаваним у світі споживчої електроніки. Nokia була одним з перших гравців в мобільному просторі, яка поєднала ігрову консоль і мобільний телефон у своєму N-Gage призначеному, щоб заманити геймерів від Game Boy Advance, хоча він коштував вдвічі більше.
У травні 2007 року Nokia випустила свій перший телефон з сенсорним екраном, Nokia 7710, який також мав величезний успіх. У листопаді 2007 року Nokia оголосила і випустила Nokia N82, свій перший телефон Nseries з ксеноновим спалахом. На конференції Nokia World в грудні 2007 року Nokia оголосила про «Comes With Music».
У 2008 році Nokia випустила Nokia E71 який був покликаний конкурувати з іншими BlackBerry-пристроями, пропонує повну QWERTY-клавіатуру і нижчу ціну. 2 вересня 2009 року Nokia запустила два нових музичних телефони X6 і X3.10 вересня 2009, Nokia представила 7705 Twist. 9 серпня 2012 Nokia запустила на ринок Індії два нових мобільних телефони Asha.

### 2010-ті: криза та продаж Nokia Mobile Phones фірмі Microsoft
У час існування підрозділу Nokia Mobile Phones для користувачів були доступні інтернет-послуги, включаючи програми, ігри, музику, засоби масової інформації та обмін повідомленнями через свої платформи Ovi та безкоштовну картографічну інформацію й навігацію через свою дочірню компанію Navteq.
Разом з Siemens Nokia мала спільне підприємство (Nokia Siemens Networks) з компанією Siemens, яке надавало телекомунікаційне мережеве обладнання та послуги.
Nokia налічувала[коли?] близько 105 000 співробітників у 120 країнах у всьому світі, здійснювала продажі більш ніж у 150 країнах із річним оборотом[коли?] близько € 38 млрд доларів. Станом на 2012 рік була другим у світі виробником мобільних телефонів (після Samsung) за кількістю продажів із часткою світового ринку 22,5 % у першому кварталі.
Nokia була найбільшим у світі постачальником мобільних телефонів з 1998 по 2012 рік, однак втратила частину ринку в результаті зростаючого використання смартфонів від інших виробників, в першу чергу iPhone компанії Apple і пристроїв з операційною системою Android від Google. В результаті, вартість акцій Нокіа впала з високого рівня в 40 доларів США в 2007 році до менше 3 дол США в 2012 році[джерело?].
З лютого 2011 року Nokia вступила в стратегічне партнерство з концерном Microsoft, в рамках якої всі смартфони Nokia було переведено на операційну систему Windows Phone від Microsoft (заміну Symbian). В жовтні 2011 року Nokia представила свої перші смартфони на Windows — Lumia 710 і 800.
3 вересня 2013 офіційно оголошено, що підрозділ Nokia Mobile Phones купує Microsoft. Сума загальної угоди становить €5,44 млрд ($7,2 млрд). З неї Microsoft сплачує €3,79 млрд за саме виробництво мобільних телефонів; решта суми, €1,65 млрд, сплачується за патенти та ліцензії на навігаційні послуги.
Процес продажу завершений до початку 2014 року.
Після цього Microsoft поступово позбавлялася від бренду Nokia. 18 травня 2016 року Microsoft повідомила про продаж бізнесу мобільних телефонів і бренду Nokia фінській HMD Global, яку нещодавно створили у Гельсінкі (їй належать ексклюзивні[джерело?] права на телефони і планшети Nokia на найближчі 10 років) та компанії Mobile Limited — дочірнє підприємство Foxconn. Сума угоди склала 350 мільйонів доларів; після її закриття у другій половині 2016 року, близько 4,5 тисяч співробітників звільнили або перевели до нових роботодавців.

### 2016—до т.ч.
14 січня 2016 року Nokia розпочала новий етап після поглинання Alcatel-Lucent.
У 2016 році бренд Nokia повернувся на ринок мобільних телефонів. Розробкою та маркетингом займається компанія HMD Global, а виробництво смартфонів здійснює тайванська компанія Foxconn. У тому ж році HMD Global представила новий слоган: «The home of Nokia phones».
У січні 2017 року було випущено смартфон Nokia 6, який працює на операційній системі Android. Ця модель спочатку була орієнтована на китайський ринок. Також у лютому були представлені моделі Nokia 5 та Nokia 3. Крім того, 26 лютого 2017 року було анонсовано оновлену версію моделі Nokia 3310 з підтримкою технології 3G.
Нові моделі смартфонів під брендом Nokia працюють на основі операційної системи Android.
2022 року, після початку повномасштабного вторгнення РФ до України, компанія припинила постачання технологічного обладнання для стільникового зв'язку до РФ. У серпні було оголошено про плани до кінця року повністю припинити бізнес у РФ.
У червні 2024 року Nokia придбала Infinera за 2,3 мільярда доларів.
В жовтні 2024 року, як повідомила компанія Bloomberg, Nokia почала масово скорочувати своїх співробітників у Китаї. Компанія вже звільнила майже 2 тис. осіб в рамках програми скорочення витрат, оскільки корпорація бореться з падінням продажів телекомунікаційного обладнання. Крім цього, Nokia також додатково скорочує 350 робочих місць в Європі, з яких 48 місць – у Фінляндії. Згідно повідомлення компанії від 24 жовтня, вона вже скоротила 7500 робочих місць і заявила, що у межах ширшої програми скорочень, їй вдалося знизити витрати на €500 млн.

## Цікаві факти

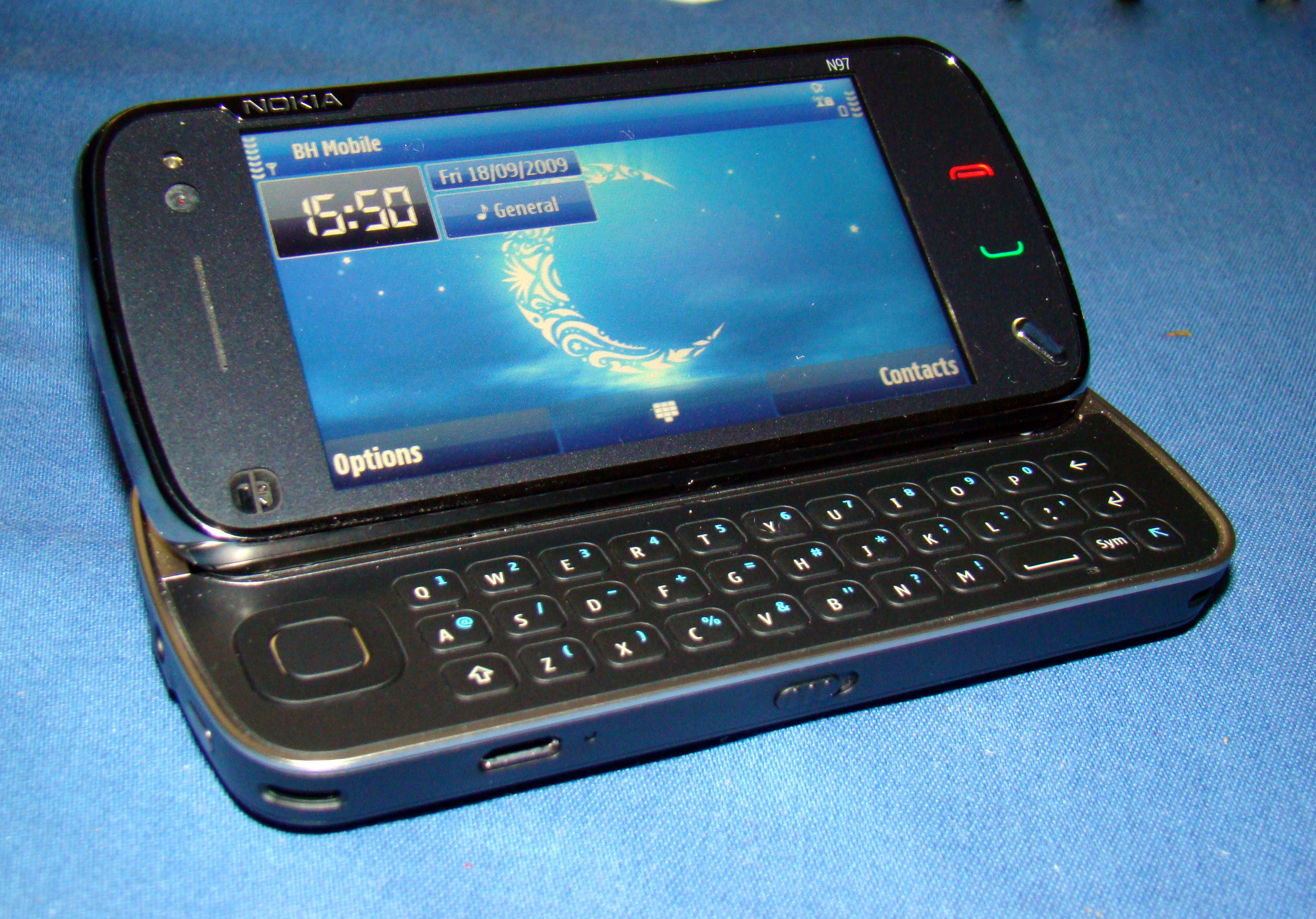
Смартфон Nokia N97

- Оригінальний гудок, що видається телефонами Nokia при отриманні SMS є кодом Морзе, що означає «SMS».

- Рінгтон «Nokiatune» заснований на музиці гітарного твору «Gran Vals», написаного в 19-м столітті іспанським композитором Франсіско Тарреґа. Спочатку рінгтон носив назву музичного твору, але отримав ім'я «Nokiatune» в 1998 році, коли почав міцно асоціюватися з телефонами Nokia.
- У Азії цифра 4 ніколи не з'являється на номерах моделей телефонів Nokia, оскільки воно вважається нещасливим.
- У телефонах Nokia таймер тривалості дзвінка автоматично включається не у момент з'єднання, а безпосередньо разом з ініціалізацією дзвінка (за винятком телефонів 60-ї серії, наприклад, Nokia 6600).
- Перший комерційний дзвінок GSM був зроблений в 1991 році в Гельсінкі Гаррі Голкері, прем'єр-міністром Фінляндії, за допомогою мобільника Nokia через мережу, також створену за участю Nokia.
- «Особистий» шрифт Nokia — AgfamonotypeNokia Sans — був спочатку розроблений Еріком Спікерманом. До цього Nokia найчастіше використовувала шрифт AgfaRotis.
- Назва містечка Nokia походить від річки, що протікає через нього. Сама річка називається Nokianvirta, це старовинне фінське слово перекладається як «соснова» куниця. Цю невелику пухнасту хижу тварину тільки одного разу виявили в регіоні. Тепер цей вид вважається вимерлим.
- Іноді розробники ПЗ і користувачі мобільників інших компаній називають Nokia словом aikon (Nokia навпаки), оскільки компоненти з назвою «aikon» використовуються в різноманітних програмних пакетах SDK, включаючи Symbian S60 SDK.

## Підтримка споживачів
Nokia також відома тим, що часом ігнорує запити користувачів про усунення недоліків її продукції. Так смартфони Е-серії, зокрема E-70, E-71, E-90 в режимі QWERTY не мають можливості прямого введення специфічних українських літер «і» «ї» «є», окрім як через кнопку Ctrl/Chr на пристроях з QWERTY. Запити до представників Nokia в Україні, а також через розділ Nokia Support Discussions [недоступне посилання з серпня 2019] та [недоступне посилання з серпня 2019], неодноразово подані з грудня 2006 року, залишаються без уваги.